# Сойер, Айзек
А́йзек Со́йер (англ. Isaac Soyer; 26 апреля 1902, Борисоглебск, Тамбовской губернии — 8 июля 1981, Манхэттен, Нью-Йорк), американский художник-реалист XX века российского происхождения. Писал жанровые сцены, фигуры, обнажённую модель, портреты, интерьеры и натюрморты. Младший из трёх братьев-художников, из которых два старших, — Мозес, и Рафаэль, — были близнецами.

## Биография
Айзек был четвёртым из шести отпрысков Авррама Шоара (1867—1940), отважившегося в 1912 году на переезд с многочисленными малолетними детьми из далёкой и небезопасной в те годы для инородцев российской глубинки в Нью-Йорк.
Айзек, выбрав для себя вслед за старшими братьями профессию художника, принял, как и Рафаэль, и Мозес Сойеры, основные принципы социального реализма, и на протяжении всей жизни оставался этим принципам верен. Хотя, в отличие от царящей в работах старших атмосферы бесконфликтного умиротворения, в картинах Айзека Сойера порой появляются, как перед грозой, тревожные, драматичные ноты: Агентство занятости, 1937; Без названия. Акварель 52,5 × 50 см..

Художник обнаруживает красоту и смысл в любой среде, куда он заброшен волею случая; но его призвание побуждает к тому, чтобы прославить и описать людей и окружающий мир со вниманием и сочувствием. Из этого не следует, что все его творения будут услаждать взгляд. Подчас в живописи, как в литературе или в поэзии, самые красивые картины те, что повествуют о вещах печальных. Все истинные художники во все века отражали в своей работе время, в котором они жили.Оригинальный текст (англ.)The artist discovers beauty and meaning in whatever environment he is cast by chance, for no matter where he is born and grows up, his life work is set for him, to glorify and describe intimately and sympathetically, the people and the physical appearance of everything around him. This does not mean that all his creations are pretty and pleasant to behold. Very often in painting, as in literature and poetry, the most beautiful paintings are those that tell the saddest story. All true artists of every age have mirrored in their work the times in which they lived. — Soyer, Isaac. Portfolio : Artist Credo. «Soyer Lai Art Space». Дата обращения: 12 апреля 2015.
 (англ.)
И даже в ставшем традиционным для семьи Сойеров обращении к миру балета, как к миру отстранённой мечты, танцовщицы с картин Айзека явно напряжены и застывают в изнурении: Занятия в балетном классе.
Долгие годы Айзек Сойер преподавал изобразительное искусство в различных институтах:
- 1940-е годы в Институте Буффало (англ.), штат Нью-Йорк,
- 1960-е годы в художественной школе при Бруклинском музее, Нью-Йорк,
- 1968 в Новой школе социальных исследований.

Художник умер 8 июля 1981 в госпитале Ленокс Хилл на Манхэттене, не перенеся последствий сердечного приступа

## Изображения в сети
- Айзек Сойер рядом со своей работой. Фото ок. 1940, Нью-Йорк
- Фото 14 июля 1940, Нью-Йорк: В мастерской Мозеса Сойера хозяин стоит в белой рубашке слева от стоящего в центре снимка Айзека; ещё левее сидит их брат Рафаэль Сойер / фото: Cosmo Sileo.
- Описание предыдущего снимка (англ.)
- Салон красоты. 1934. Dallas Museum
- Мандолина и ваза. Холст, масло 60 × 50 см.
- Гладильщица. 1936. Холст, масло. Частная коллекция
- Кадровое агентство («Employment Agency») 1937. Холст, масло 86,7 × 114.6 см. Музей Уитни, Нью-Йорк
- За вышиванием. 1920. Холст, масло 64,8 × 54 см.